# Броненосни крайцери тип „Принцеса де Астуриас“
Принцеса де Астуриас (на испански: Princesa de Asturias) са броненосни крайцери на испанския флот от края на XIX и началото XX на век. Построени са три единици: „Принцеса де Астуриас“ (на испански: Princesa de Asturias), „Каталуня“ (на испански: Cataluña) и „Кардинал Сиснерос“ (на испански: Cardenal Cisneros). Проектът представлява подобрена версия на крайцерите тип „Инфанта Мария Тереза“. Към момента на приемането им във флота вече са морално остарели.

## Конструкция
Недостатъците, показани по време на Испано-американската война налагат спешно доработване на проекта „Инфанта Мария Тереза“. Спрямо оригина е подобрено бронирането, най-вече с използването на броня тип „Харви“, както и е балансирано въоръжението на корабите. За нещастие към момента на постъпването им във флота (1902 – 1904) тези кораби вече са морално остарели.
| Име                                         | Заложен | Спуснат на вода   | Влязъл в строй | История                                                               |
| ------------------------------------------- | ------- | ----------------- | -------------- | --------------------------------------------------------------------- |
| „Принцеса де Астуриас“ Princesa de Asturias | 1890    | 17 октомври 1896  | 1902           | Изваден от състава на флота през 1928. Предаден за скрап 1930 година. |
| „Каталуня“ Cataluña                         | 1890    | 24 септември 1900 | 1903           | Изваден от състава на флота през 1928. Предаден за скрап 1930 година. |
| „Кардинал Сиснерос“ Cardenal Cisneros       | 1890    | 19 март 1897      | 1904           | Потъва на 28 октомври 1905.                                           |